# فرانك غارسيا
فرانك غارسيا (بالإنجليزية: Frank Garcia) هو ساحر استعراضي أمريكي، ولد في 8 مايو 1927 في مانهاتن في الولايات المتحدة، وتوفي في 15 يوليو 1993.